# سوتشون (محافظة)
محافظة سوتشون (سوتشون غون) هي محافظة تقع في مقاطعة تشنغتشونغ الجنوبية، كوريا الجنوبية.

## وصلات خارجية
- الموقع الإلكتروني للمحافظة